# Hassendorf
Hassendorf település Németországban, azon belül Alsó-Szászország tartományban. Lakosainak száma 1195 fő (2023. december 31.). Hassendorf Reeßum és Sottrum községekkel határos.

## Népesség
A település népességének változása:
| Lakosok száma | 1147 | 1133 | 1148 | 1188 | 1205 | 1195 |
|               | 2016 | 2017 | 2019 | 2021 | 2022 | 2023 |